# María Carmen Rubio
María Carmen Rubio (nascida em 17 de setembro 1961) é uma arqueira paralímpica espanhola.

## Carreira
María recebeu uma bolsa da Fundación Miguel Indurain para poder competir. Participou do Campeonato Europeu de 2006 em Nymburk, na República Tcheca, onde terminou em primeiro lugar. Em 2010, disputou o Campeonato Espanhol do Tiro com Arco para Deficientes Físicos, garantindo a medalha de ouro na categoria recurvo feminino.

### Paralimpíadas
María competiu no tiro com arco dos Jogos Paralímpicos de Verão de 2012 em Londres, garantindo a sexta posição da prova de arco composto individual depois de alcançar as quartas de final, onde perdeu para a britânica Danielle Brown.